# Los Ricos
Los Ricos es una pareja artística española de flamenco conformado por Sonia Olla (bailaora) e Ismael Fernández (cantaor) con base en Madrid. Su propuesta integra la música y la danza flamenca y cuentan con una amplia trayectoria internacional. El dúo ha realizado presentaciones en escenarios como el Centro de Artes Escénicas de Tribeca, el Joe's Pub, el Birdland Jazz Club, el Jazz Standard, The Metropolitan Opera House y el Carnegie Hall en Nueva York; el Fourteen Street Theater en Los Ángeles y el Centro John F. Kennedy para las Artes Escénicas en Washington D.C.
También han participado en eventos como las giras Rebel Heart Tour de Madonna y All In! de Ricky Martin, y los festivales de flamenco de Nueva York, Albuquerque, Chicago y Edmonton, entre otros.

## Historia

### Inicios
Hija de granadinos, Sonia Olla creció en San Andrés de la Barca, un municipio aledaño a Barcelona con una fuerte influencia de inmigrantes del sur que conservaban las tradiciones flamencas. Con el objetivo de iniciar una carrera como bailaora y coreógrafa, Olla se formó profesionalmente con figuras del flamenco como Antonio Canales, Merche Esmeralda y Manolo Marín e inició su recorrido en la compañía de Rafael Amargo. Más tarde integró otros elencos artísticos como los de Domingo Ortega, Aída Gómez, Rafaela Carrasco, María Pagés y Eva Yerbabuena. En 1999 obtuvo una licenciatura en Danza Española y Flamenco por el Instituto del Teatro y Danza de la Capital Condal.
Ismael Fernández es originario del Distrito de Triana en Sevilla y creció en el seno de una familia de gitanos flamencos. Su tío, el cantaor Curro Fernández, fue su principal influencia para seguir una carrera artística. Sus comienzos como cantaor se remontan al tablao flamenco El Cordobés en Barcelona. Más tarde realizó presentaciones en el tablao El Arenal de Sevilla y en renombrados escenarios de Granada como la cueva flamenca Los Tarantos y el tablao El Albayzín. Durante esta etapa de su carrera tuvo la posibilidad de trabajar con figuras de la escena como Marina Heredia, La Farruca, María Pagés, Antonio Canales, El Mimbre y Alejandro Granados, entre otros. En 2004, cantando al baile ganó el Concurso Nacional del Cante de Córdoba y fue finalista en el Festival del Cante de la Unión, de nuevo acompañando al baile. Junto con su familia, participó en varias ocasiones de la Bienal de Flamenco de Sevilla en el Teatro de la Maestranza con el espectáculo Las Cuatro Generaciones.
Olla y Fernández se conocieron en el ámbito artístico e iniciaron una relación sentimental. Decidieron trasladarse a Nueva York a raíz de la crisis económica española de finales de la década de 2000 y con el fin de internacionalizar su carrera. Tras su llegada a territorio estadounidense, la pareja impartió clases magistrales en diferentes escuelas de danza de la ciudad como Mark Morris, Cuny Dance Iniciative y Gibney Dance Center, entre otras. Más tarde, la pareja estableció su propio estudio en Manhattan, Nueva York con el fin de desarrollar proyectos artísticos y actividades educativas vinculadas al flamenco.

### Década de 2010
Tras un breve retorno a España, durante el cual presentaron la obra Entretiempo (2011-2012) en Madrid y Barcelona con la participación del diseñador Modesto Lomba, la pareja se estableció definitivamente en Nueva York. En 2014 presentaron su obra Tiempo al aire en el escenario del Joe's Pub, en la que combinaban elementos de jazz y percusión con el flamenco tradicional, y un año después estrenaron Al son son Flamenco en el Centro de Artes Escénicas de Tribeca.
Por esta misma época fueron seleccionados por Madonna para participar en su gira Rebel Heart Tour (2015 - 2016) tras superar a cientos de artistas en una larga audición en París, Los Ángeles y Nueva York. Olla integró el grupo de coreógrafos y Fernández se encargó de aportar su voz en la canción «La isla bonita» durante la gira. En agosto de 2015 el dúo se presentó en la celebración del cumpleaños de la artista estadounidense en su casa de Los Hamptons y participó en una celebración y encuentro artístico el Día de Acción de Gracias en Barcelona con la cantante.
También en 2015 presentaron la obra Por los caminos en el Fourteen Street Theater de Nueva York con la colaboración de la cantante paquistaní Arooj Aftab. De acuerdo con Brian Seibert de The New York Times, el dúo mostró una conexión «creíblemente amorosa» durante el show. En 2016 participaron en eventos como el Festival de Flamenco de Chicago o el Festival Ay! Más Flamenco con su obra El Tablao Sevilla, y compartieron escenario en el Carnegie Hall con la agrupación de tango Rascasuelos y junto a Will Calhoun.
En 2017 se encargaron de la coreografía de flamenco para la canción «Lola, Lola» durante la gira All In! del artista puertorriqueño Ricky Martin. Ese mismo año, Fernández participó en el evento tributo al cantante español Alejandro Sanz durante la ceremonia de los Premios Grammy Latinos. También en 2017, el dúo presentó su obra Gypsy Jazz Flamenco en escenarios de Taiwán, Hong Kong y Singapur, y participó en el Festival de Flamenco de Nueva York con su álbum Trato.
Durante 2018 y 2019 participaron en la residencia CUNY Dance Initiative en la Universidad Municipal de Nueva York y estrenaron una pieza original titulada Ella en la fiesta del quinto aniversario de la iniciativa. En 2019 presentaron por primera vez su obra Gloria en la Academia Nacional de Artes Escénicas de Trinidad y Tobago, y repitieron participación en el Festival de Flamenco de Nueva York. Ese mismo año figuraron en otros eventos como el Festival Internacional de Danza de La Habana, Cuba y el Flamenco Festival de Edmonton, Canadá.

### Década de 2020 y actualidad
Vinculados con el Berklee College of Music como maestros de flamenco junto al jazz, realizaron una presentación con el ensamble en el Berklee Performance Center de Boston en enero de 2020.  En abril de 2023 se presentaron en la ciudad de Washington en el marco de la obra Entwined: Love's Magician con la participación de los actores Robin de Jesús y David Stratharirn y el director de orquesta Ángel Gil-Ordóñez del PostClassical Ensemble.
En 2024 fueron invitados al Festival Anual de Cante Flamenco en Miami y participaron como solistas en el estreno de la ópera Ainadamar en The Metropolitan Opera House de Nueva York, bajo la dirección creativa de Deborah Colker y la dirección musical de Osvaldo Golijov.
En 2025 colaboraron con el músico de jazz Elio Villafranca en la pieza Tres Aguas en Jazz en el Lincoln Center, la cual fue encargada por Wynton Marsalis y contó con la participación especial de Paquito D'Rivera.  Ese año participaron en el evento del centenario de la marca de calzado Pedro García en el restaurante The Bazaar del chef hispanoestadounidense José Andrés.
Actualmente la pareja reside en Nueva York, donde administran el espacio creativo The House of Flamenco, que funciona además como sede oficial de la Escuela de Flamenco de Andalucía. El espacio sirve como un centro de creación, formación y difusión, orientado tanto a la comunidad flamenca como al público general interesado en esta tradición artística en Estados Unidos.